# Torre Espacial
Der Torre Espacial (auf Deutsch etwa Weltraumturm), auch Torre de la Ciudad oder Torre de la Ciudad genannt, ist ein Turm im „Sector Futuro“ des Vergnügungsparks der Stadt Buenos Aires
im Stadtviertel Villa Soldati (Argentinien). Die Höhe des Turmes beträgt 228 Meter.
Durch das Gesetz Nr. 3860/11 (Patrimonio Cultural) wurde der Turm zum Denkmal und zum Kulturerbe der Stadt Buenos Aires erklärt.

## Aufbau
Der Turm wurde 1979 von Waagner-Biro in Österreich vormontiert und dann von 1981 bis 1982 in Buenos Aires aufgebaut. Die Eröffnung für die Öffentlichkeit fand am 9. Juli 1985 statt.
Das Fundament des Turmes ist in 35 Meter Tiefe mittels 30 Stahlbeton-Pfählen mit einem Durchmesser von 1 Meter. Die oberirdische Teil des Bauwerkes besteht aus einem vollständig aus verzinktem Stahl gefertigten sechseckigen Kern, umgeben von lackiertem Aluminiumblech mit Trapezprofil, die mit je sechs Rollen verspannt sind. Das Design dieses Turmes soll an eine gegen den Himmel gerichtete Speerspitze oder an ein umgekehrtes Schwert erinnern.

## Beschreibung
Das Bauwerk hat eine Gesamthöhe von 228 Metern und ist von mehreren Standorten des Großraums Buenos Aires erkennbar. Von der Besucherplattform hat man einen Panoramablick über den gesamten Großraum der Stadt. Zu den Besucherplattformen gelangt man über zwei Hochgeschwindigkeitsaufzüge mit jeweils einer Kapazität von 28 Personen. Die Fahrzeit beträgt weniger als eine Minute. Die Aufzüge waren von November 2003 an gesperrt. Die Instandsetzung erfolgte von Ende 2010 und wurden mit der Wiedereröffnung am 26. November 2011 abgeschlossen. Die Innentreppe hat 1000 Stufen mit 45 Raststationen.

## Bildergalerie

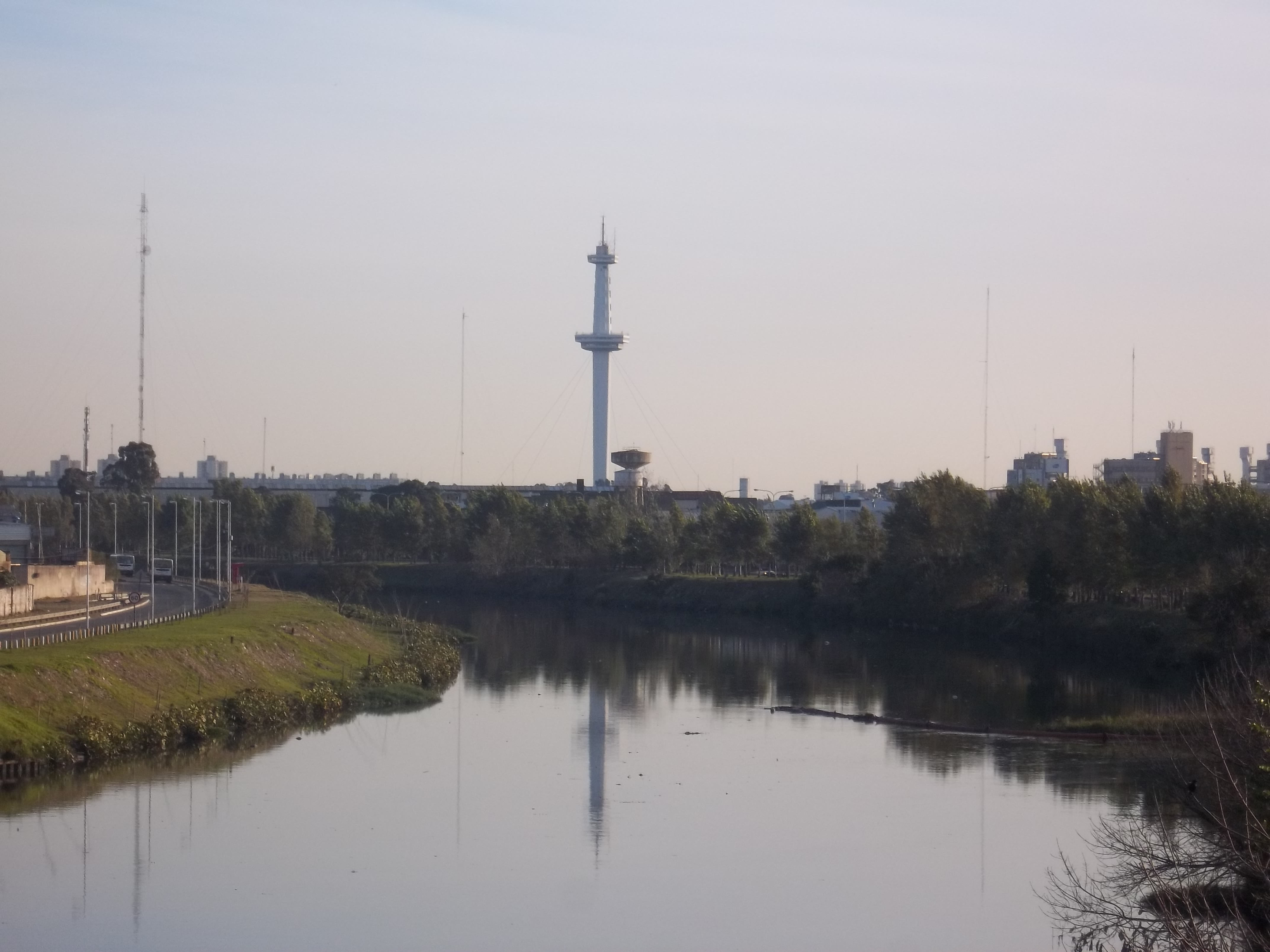
Turm mit Stadtpark von der Alsina-Brücke über den Riachuelo aus gesehen
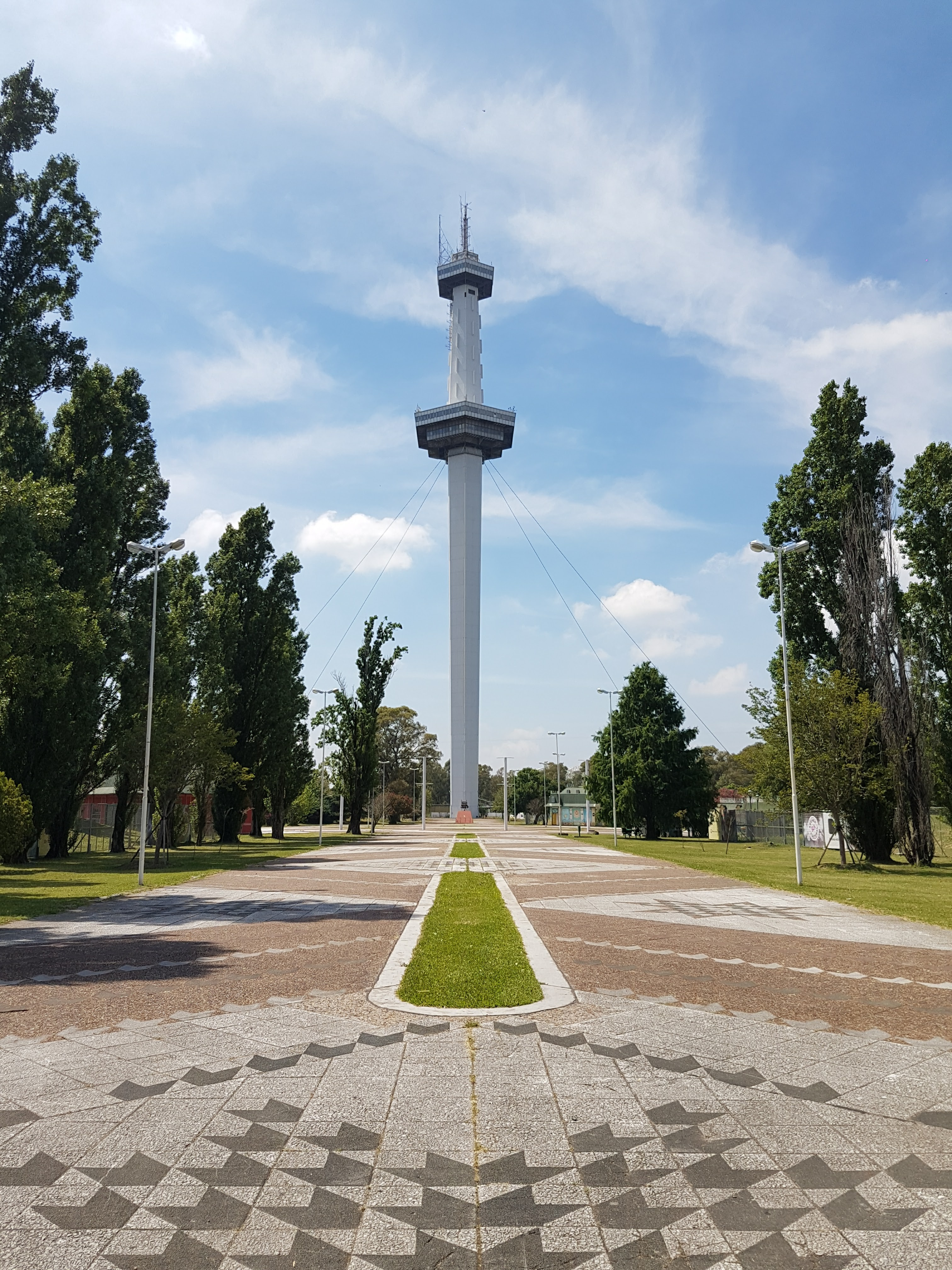
Turm im Vergnügungspark Buenos Aires
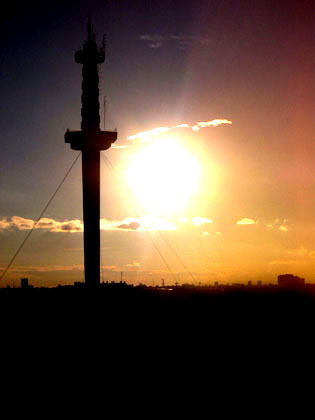
Turm bei Sonnenuntergang